# Книжный ложноскорпион
Книжный ложноскорпион (Chelifer cancroides) — вид ложноскорпионов из семейства Cheliferidae.

## Описание
Книжный ложноскорпион имеет сплющенное тело длиной 3—4 мм. Окрас тела коричневато-бурый. Вторая пара ротовых конечностей (педипальпы) имеет крупные, массивные клешни.
Глаза примитивные с небольшим количеством рецепторов. У некоторых видов вообще нет внешних глаз, и они различают свет с помощью расположенных под кутикулой рецепторов.

## Распространение
Вид распространён по всему свету. Вид встречается как в жилище человека, так и под корой старых пней, в ульях, в старых гнёздах птиц, в конюшнях и сараях. Часто вид встречается в библиотеках, музеях и гербариях.

## Образ жизни
Ведёт скрытный образ жизни. Передвигаясь одинаково хорошо вперёд, боком и вспять, он охотится на сеноедов, пылевых клещей, коллембол, постельных клопов, а также на мелких личинок жуков, которых он находит в книгах, среди бумаг, за обоями, среди белья. Приносит пользу, уничтожая вредителей бумаги, гербариев. Для человека безопасен, так как не может проколоть кожу своими клешнями.